# Funktionalistisk inredning i Sverige
Funktionalistisk inredning är en implementering av funktionalismens idéer inom heminredning. Inredningen skulle utgå från funktionen som de olika inredningsobjekten skulle betjäna och också gärna vara ljus och utgå från grundläggande geometriska former.

## Inredningens grundtanke
Funktionalismen, som internationellt brukar benämnas som modernism, strävade efter att åstadkomma en bostad som var skaplig inom en trång ram. Detta gjorde man genom att göra sovrummen små så att vardagsrummet skulle kunna bli större. Man menade att ett större vardagsrum skulle ge en känsla av rymlighet och att man därmed skulle känna sig mindre instängd. Hur lägenheternas planlösningar såg ut påverkade naturligtvis också hur de inreddes. De inredningsideal som växte fram var bland annat att man köpte möbler utifrån funktion och bekvämlighet. Ett av funktionalismens slagord var att det ändamålsenliga var det sköna. När man köpte inredning köpte man inte längre möblemang, utan enskilda möbler som man valde utifrån deras funktion och syfte. Istället för att tala om matsalsstolar, förmaksstolar och herrumsstolar fanns nu en liten stol, en länstol och en karmstol. Det vill säga man började dela in inredningen utifrån dess bekvämlighet och funktion istället för i vilket rum de traditionellt hörde hemma.

## Heminredningen från 1930-tal till 1950-tal
Trångboddheten var något som tydligt påverkade inredningen. Den innebar bland annat bäddsoffor i vardagsrummet och soffbord som kunde höjas upp till matbord.
Från 1930 ända fram till 1950 minskade trångboddheten i Sverige, och framförallt Stockholm, betydligt. Trots detta levde problemet till viss del kvar och präglar därmed hur människor inreder sina lägenheter. Ett mål var att sängen inte skulle behöva användas som sittplats under dagen. I många hem var dock detta en lösning på hur man utnyttjade det trånga utrymmet så effektivt som möjligt. Under 1940-talet tog debatten om barnens behov av eget utrymme fart. Det medförde att många föräldrar sov i vardagsrummet för att kunna förse barnen med ett sovrum. Detta gällde främst arbetarfamiljer i trånga stadslägenheter. Sovrummet inreddes med barnsäng och en och annan avskalad trämöbel. I vardagsrummet hade man en bäddsoffa där föräldrarna sov.
Under 1930-talet presenterades en tanke som tidigare varit okänd för många, hemmet ska användas! Under folkhemmets framväxt från 1930-talet och framåt utvecklades finrummet till ett funktionellt vardagsrum.
Stockholmsutställningen 1930 skapade en debatt mellan funktionalisterna och traditionalisterna. Under 1930-talet skulle vardagsrummet enligt funktionalisterna vara inrett utifrån aspekter som enkelhet och funktion. Eftersom funktionalismens tanke var att bostadens inredning skulle utgå från funktionalitet, fanns det inte mycket plats för statusmöbler eller onödig dekor. Onödigt krafs som kristallkronor och ädelträ skulle bort. De möbler som visades på stockholmsutställningen, exempelvis stålrörsmöblerna, fick dock inget direkt genomslag. Publiken var nämligen van vid de tidigare idealen, såsom mörka tapeter och garnityrmöbler. Detta var motsatsen till de nya funktionalistiska idéerna som kom under 1930-talet. Först senare, under 1960-talet, blev möblerna allmänt accepterade. I arbetarhemmen hade vardagsrummet många gånger vikarierat för sovrummet. Ett av den funktionalistiska inredningsarkitekturens mål var att man inte skulle behöva sova i vardagsrummet, utan att det skulle vara en plats att umgås. Detta var också en förändring som skedde över tid, eftersom bostadsbristen var en avgörande aspekt i frågan.
Under 1930-talet växte det fram en ny stark medelklass och Sverige var under politisk och social förändring. Detta gjorde att folket var mer mottagligt för den nya inredningsstilen. Stilen beskrivs under denna tid som ändamålsenlig funktionalism utan kantighet. Den anses vara ljus och vänlig, men inte lyxbetonad. 
Släta ytor och enkla geometriska former präglar möbeldesignen under 1930-talet. Att dekorera för sakens skull anses under denna tidsperiod vara onödigt, med undantag för geometrisk dekor. Även stålrörsmöbler och böjträmöbler med sköna sittkurvor var populärt under tidsperioden. En annan populär möbel var det omsorgsfullt utformade barskåpet. Det fanns där som modemöbel, men var i höjd med funktionalismen avskalat och enkelt. 
Den funktionalistiska inredningen under 1930-talet hade också en social ambition, man ville skapa välutrustade bostäder åt alla.
Under 1940-talet ansågs alm och björk vara de bästa träslagen. Ljusa färger och mjuka former tog plats i hemmen. Även blommiga kretonger blev populärt. I möbelväg slog pinnstolarna igenom som en populär vardagsmöbel.
Många anser att 1930-talets funktionalism var alltför radikal och avskalad. Därmed blev inredningsidealen lite mer lättillgängliga och levande kommande decennier. 1940-talet brukar benämnas som en tid av folkhemsarkitektur. Folkhemstanken hade slagit igenom i samhället och det påverkade också hur man ville ha det hemma. Heminredningen handlade inte bara om funktionalitet utan också om bekvämlighet och ombonad. Detta var särskilt tydligt då andra världskriget tagit slut. Många familjer ville skapa en varm och trygg miljö i hemmet. Den mer strikta funkisen fick ge vika för lite rundare former. En ombonad hemmiljö med ljusa färger och glada mönster blev aktuellt.

## Möbler och belysning

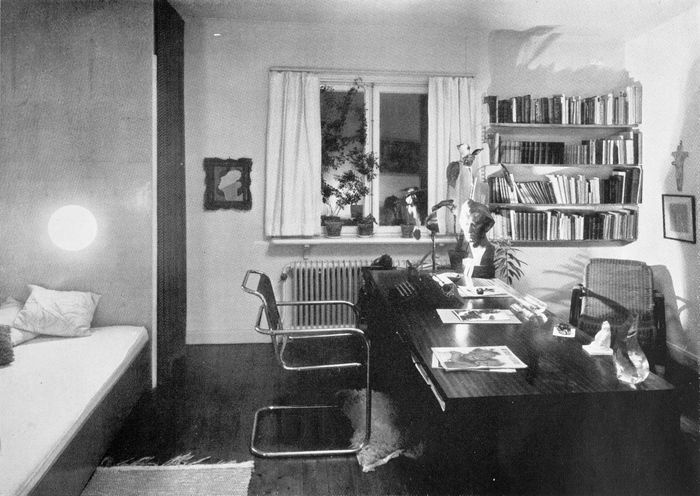
Interiörbild från Sven Markelius hem, exempel på funktionalistiska inredningsideal.

Den sparsmakade funktionalistiska inredningen präglades av ett nytt ekonomiskt tänkande när det gällde möbeldesignen. Stålrörsmöblerna gav en ny dimension till möbel formgivningen eftersom de kombinerade både skönhet och komfort med sin fjädring. Stålrörsstolen kom att bli en prototyp för kommande versioner av möbler som också tillverkades med minimala arbetsinsatser, material och därmed också kostnader. 
Skandinaviska möbelformgivare tyckte om naturmaterial och geometriska former som var lätta att massproducera. Till skillnad från möblerna i exempelvis USA under denna tid beskrivs de skandinaviska möblerna som “mildare” i form och färg. Sammanfattat kan man säga att möblerna var underordnade den funktionalistiska idén. 

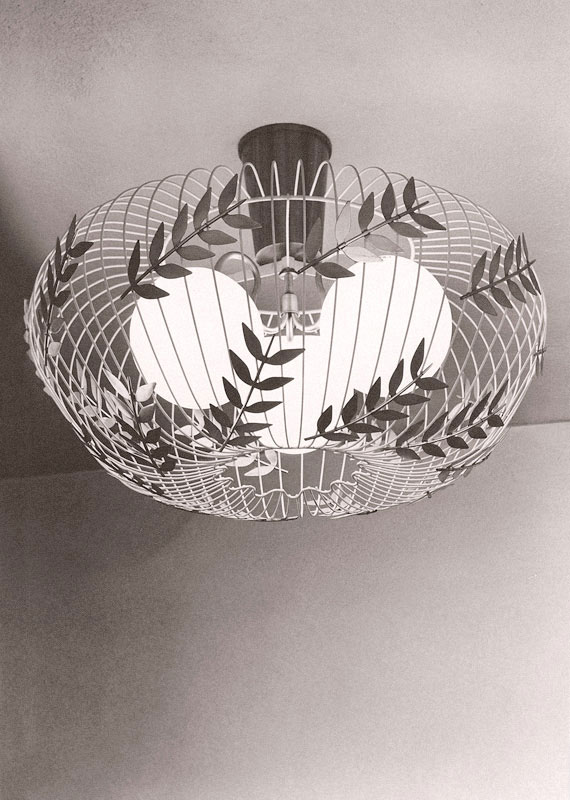
Typisk funktionalistisk burlampa designad av Hans Bergström

Funktionalismen satte sin prägel även på belysningen. Nya material gav nya möjligheter i utformningen av lamporna. Under 1930-talet var armaturer med plåtskärmar eller opalglas vanligt. Formen på lamporna blev enklare och renare i stilen. Designen på lampor och andra ljuskällor utvecklades med den funktionalistiska tankens genomslag. Belysning i form av globarmaturer introducerades och blev typiska för funktionalismen. Dessa lampor gick att finna i både kök och vardagsrum och kunde vara antingen vägghängda eller takhängda. Centralt för just funktionalismens belysning var att man gick från att tidigare haft ett fåtal placerade ljuskällor till en friare och mer omfattande placering av lamporna. Den så kallade burlampan fick sitt genomslag på 1940-talet. Den var utformad för att avskärma glödlampan genom en skärm i textil eller glas. Själva buren var ofta dekorerad med motiv från naturen. Även löstagbara lampskärmar blev mode i inredningen. 

## Kända formgivare i Sverige
Möbelformgivare som dominerade i Sverige kring 1930- och 1940-talet:
- Josef Frank
- Gunnar Asplund
- Carl Malmsten
- Bruno Mathsson
- Sven Markelius